# إدوين شيرلي
إدوين شيرلي (بالإنجليزية: Edwin Shirley)‏ هو رائد بريطاني، ولد في 16 أكتوبر 1948 في Cranbrook, Kent ‏ في المملكة المتحدة، وتوفي في 16 أبريل 2013 في حي هكني في لندن في المملكة المتحدة.